# Cantón Santa Lucía
Santa Lucía es un cantón de la Provincia del Guayas en la República del Ecuador. Su cabecera cantonal es la ciudad de Santa Lucía. Tiene una extensión de 359 km² y su población es de 38.923 habitantes que se distribuyen en 8.810 en el área urbana y 30.113 en el sector rural según el censo del INEC del 26 de noviembre de 2010.

## Creación
El cantón Santa Lucía fue creado por Ordenanza Municipal el 18 de julio de 1933 por el Concejo Cantonal presidido por Gerardo González y Decreto Ejecutivo n.º 278 del 2 de abril de 1934. Ocupa una superficie de 364.97km² y su densidad poblacional es de aproximadamente 116,06 habitantes por kilómetro cuadrado.
Las normas establecidas a partir de la vigencia de la Constitución del 2008, en donde se instituye el régimen del Buen Vivir, el reconocimiento de los derechos colectivos de las Nacionalidades y Pueblos, el respeto a los derechos de la naturaleza y el Ordenamiento Territorial que tiene carácter de obligatoria y es competencia exclusiva de los Gobiernos Autónomos Descentralizados (GADs), representan un gran reto al momento de abordar e implementar estos procesos.

## Ubicación
El cantón Santa Lucía es una unidad territorial situada noreste en la provincia del Guayas, pertenece a la unidad de síntesis territorial Corredor agroproductivo Santo Domingo-Quevedo-Guayaquil-Machala, forma parte de la Ruta del Arroz por encontrarse en la vía colectora Guayaquil-Empalme E48 que sirve de movilidad y conectividad con los cantones Palestina, Salitre y Daule.

## Población
Según proyecciones basadas en los datos del Censo de Población y Vivienda del año 2010, elaborado por el Instituto Nacional de Estadísticas y Censos – INEC, el número de habitantes del cantón Santa Lucía al 2014 asciende a 42.361 habitantes.

## Plan de Desarrollo y Ordenamiento Territorial del Cantón Santa Lucía

### Antecedentes
Institucionalmente, el cantón Santa Lucía de acuerdo con la propuesta de regionalización administrativa creada por la Secretaría Nacional de Planificación y Desarrollo – SENPLADES, se encuentra en la Zona 5. La estrategia territorial nacional del Plan Nacional del Buen Vivir 2013-2017 de la SENPLADES, identifica al cantón Santa Lucía como un centro subregional dentro de la Región 5, cuyo núcleo, es una localidad. Los nuevos escenarios del desarrollo exigen que los gobiernos locales adopten mecanismos de coordinación interinstitucional, alianzas y complementariedad en la ejecución de actividades, programas y proyectos,
constituyéndose en una importante herramienta de gestión y negociación ante instituciones públicas y privadas, para realizar acciones conjuntas en procura del desarrollo integral e equilibrado.
En el año 2010 se publicó en el Registro Oficial n.º 303 el Código Orgánico de Organización Territorial, Autonomía y Descentralización COOTAD, Este nuevo marco de acción se le sumó paralelamente el año de la planificación con la vigencias de los PDyOTs, proceso que demando a las autoridades, servidores públicos y actores territoriales a planificar y ordenar el territorio, este primer proceso histórico, inicia con una nueva fortaleza institucional, visto como un proceso progresivo, pues asumir las competencias les exigió un grado suficiente de fortalezas políticas, jurídicas, administrativas y técnicas, con el objetivo a mediano plazo de posesionar un nuevo gobierno municipal.
En diciembre del 2011 el Concejo Cantonal aprobó Ordenanza de Aprobación del Plan de Desarrollo y Ordenamiento Territorial Municipal del cantón Santa Lucía al 2012-2020, instrumentó de planificación que sirvió de guía y base para la actualización del desarrollo y ordenamiento territorial, de este contexto se inicia la construcción del presente Plan de Desarrollo y Ordenamiento Territorial del cantón Santa Lucía 2014-2025. Es importante indicar que este proceso de planificación territorial a nivel nacional no se ha fortalecido por la nula coordinación de los niveles de gobiernos seccionales y la carencia de normativas que regule la ocupación del suelo, como consecuencia el inadecuado uso del mismo, que incide en la degradación del ambiente y en una baja calidad de vida en la población, por lo que se hace necesario que el gobierno municipal, promueva un instrumento técnico-legal con soporte social, que permita complementar y regular las actividades conforme a la capacidad de uso de la tierra minimizando los impactos y maximizando las oportunidades para el Buen Vivir.
El Gobierno Autónomo Descentralizado Municipal del cantón Santa Lucía, tiene como misión fundamental la planificación del desarrollo y el ordenamiento territorial, la misma que ejercerá a través de sus planes propios y demás instrumentos, en articulación y coordinación con los diferentes niveles de gobierno, en el marco del Sistema Nacional Descentralizado de Planificación Participativa.
Con estos antecedentes, y con base en la “Guía metodológica para la elaboración de Planes de Desarrollo y Ordenamiento Territorial de los Gobiernos Autónomos Descentralizados Versión Preliminar 1.0 Octubre, 2014”,se ha procedido a la Actualización del Plan de Desarrollo y Ordenamiento Territorial del cantón Santa Lucía 2014-2025, consignado a lograr un desarrollo y ordenamiento territorial sostenible y equitativo, y que garantice la consecución del Buen Vivir en el cantón Santa Lucía de acuerdo a lo establecido en la Constitución de la República del Ecuador.

### De su actualización
La actualización del Plan de Desarrollo y Ordenamiento Territorial del Cantón Santa Lucía, responde a las disposiciones constitucionales, que son: La Constitución de la República del Ecuador, Código Orgánico de Organización Territorial Autonomías y Descentralización, Código Orgánico de Planificación y Finanzas Públicas, Agendas Nacionales y Zonales, la Ordenanza que Conforma y Regula el Sistema de Participación
Ciudadana del cantón Santa Lucía y otras instancias constitucionales, los gobiernos autónomos descentralizados municipales tienen competencias exclusivas entre otras, las de planificar el desarrollo cantonal y formular los correspondientes planes de ordenación del territorio con el fin de regular su uso y la
ocupación del suelo urbano y rural. Así en diciembre del 2011 el Concejo Cantonal del Cantón Santa Lucía aprobó el Plan de Desarrollo y Ordenamiento  Territorial 2012-2020 para establecer una estrategia clara y viable para avanzar en la transformación de Santa Lucía sobre bases sólidas, realistas y, sobre todo, responsables.
El artículo 467 del COOTAD, dispone que el Plan de Desarrollo y ordenamiento territorial debe ser actualizado periódicamente y de manera obligatoria al inicio de cada gestión, de esta manera y al amparo de la resolución del Consejo Nacional de Planificación N.º 003- 2014-CNP, establece que los gobiernos autónomos descentralizados municipales y metropolitanos formularán o actualizarán sus planes de desarrollo y ordenamiento territorial según corresponda, en el plazo máximo de 9 meses, contados desde la posesión de sus máximas autoridades. Y que los planes provinciales y parroquiales se aprobarán en el plazo máximo de 5 meses, contados desde la fecha de aprobación prevista para el nivel municipal o metropolitano; y observarán los lineamientos y directrices técnicas de los planes de desarrollo y ordenamiento territorial municipales o metropolitanos de su circunscripción, en los términos establecidos en la ley.
En respuesta a esta resolución del CNP, el Gobierno Autónomo Descentralizado Municipal del Cantón Santa Lucía a través del equipo técnico de la Dirección de Gestión de Planificación y Administración Territorial con el apoyo técnico del Equipo Externo de la firma Consultora BLUFORZA S.A., ha desarrollado la actualización el Plan de Desarrollo y Ordenamiento Territorial, cumpliendo con los plazos establecidos. En la revisión se realiza una mirada de los diferentes componentes del sistema territorial, incluyendo información oficial disponible y actualizada, a fin de que el análisis permita definir una propuesta articulada con los lineamientos y objetivos establecidos en Plan Nacional del Buen Vivir 2013-2017, y la Agenda Zonal – Zona 5, como los establece la legislación nacional vigente. Acorde a lo que constituye el mandato legal, el presente documento, contiene la planificación del desarrollo del cantón Santa Lucía, para un período de diez años 2015 al 2025. El proceso para su elaboración ha considerado por un lado la construcción técnica de las proyecciones  de desarrollo al 2025, fundamentada en el análisis estratégico y sistémico de las problemáticas y potencialidades prevalentes en el territorio. Por otro lado, ha existido la participación protagónica de la ciudadanía que en talleres y mesas de concertación aportó con elementos que enriquecieron los diagnósticos y permitieron identificar con precisión los énfasis programáticos. A partir del proceso de participación social, se levantó información de las necesidades de la ciudadanía en general, construyéndose la primera etapa o Diagnóstico participativo con el respectivo Análisis Estratégico Territorial, que fue conocido por el Consejo de Planificación del Gobierno Autónomo Descentralizado Municipal del Cantón Santa Lucía. Es necesario recalcar que todos los aportes, opiniones e inquietudes procesadas en las mesas y talleres con la ciudadanía, fueron evaluados por componentes y consecutivamente se realizó las
priorizaciones de problemas y potencialidades. En la segunda etapa del proceso, se formuló la Propuesta de desarrollo y ordenamiento territorial, donde se
determinó la Visión, los Objetivos estratégicos de desarrollo, la vinculación de indicadores y metas, además de la articulación e integración sectorial, que permitió dotar de coherencia a la relación entre el plan de desarrollo y ordenamiento territorial como un instrumento único. En una tercera etapa, se define el Modelo de Gestión con los respectivos programas y proyectos que contribuirán al desarrollo y ordenamiento, estableciendo mecanismos claros y permanentes de seguimiento y evaluación del mismo. El documento versión final, está estructurado en un solo instrumento de desarrollo y ordenamiento territorial,
este se constituye como la herramienta técnica de planeación y proyecta lo que será el cantón Santa Lucía al 2025. Siendo ésta una afirmación ideológica y conceptual, relacionada con los principios de la planificación; con ese marco, en el documento inmediatamente se explica la concepción o paradigma del desarrollo y del ordenamiento territorial. Definitivamente, el Consejo de Planificación del Gobierno Autónomo Descentralizado Municipal del Cantón Santa Lucía, conoció el documento consolidado como producto final, luego de la respectiva revisión, aportaciones y recomendaciones, se emitió informe favorable para su aprobación en el seno del Concejo Municipal del Gobierno Autónomo Descentralizado Municipal del Cantón Santa Lucía.